# Giebułtów (Wielka Wieś)
Giebułtów ist eine Ortschaft mit einem Schulzenamt der Gemeinde Wielka Wieś im Powiat Krakowski der Woiwodschaft Kleinpolen in Polen.

## Geografie
Giebułtów liegt am rechten, westlichen Ufer des Flusses Prądnik, 10 km nordwestlich vom Zentrum der Stadt Krakau. Die Nachbarorte sind Prądnik Korzkiewski und Korzkiew im Norden, Januszowice im Nordosten, Trojanowice im Osten, Pękowice im Südosten, Modlnica im Südwesten, Szyce im Westen, sowie Wielka Wieś im Nordwesten.
Im Süden liegt der Weiler Trojadyn, ein ehemaliges Dorf, ursprünglich Wikmanowice.

## Geschichte

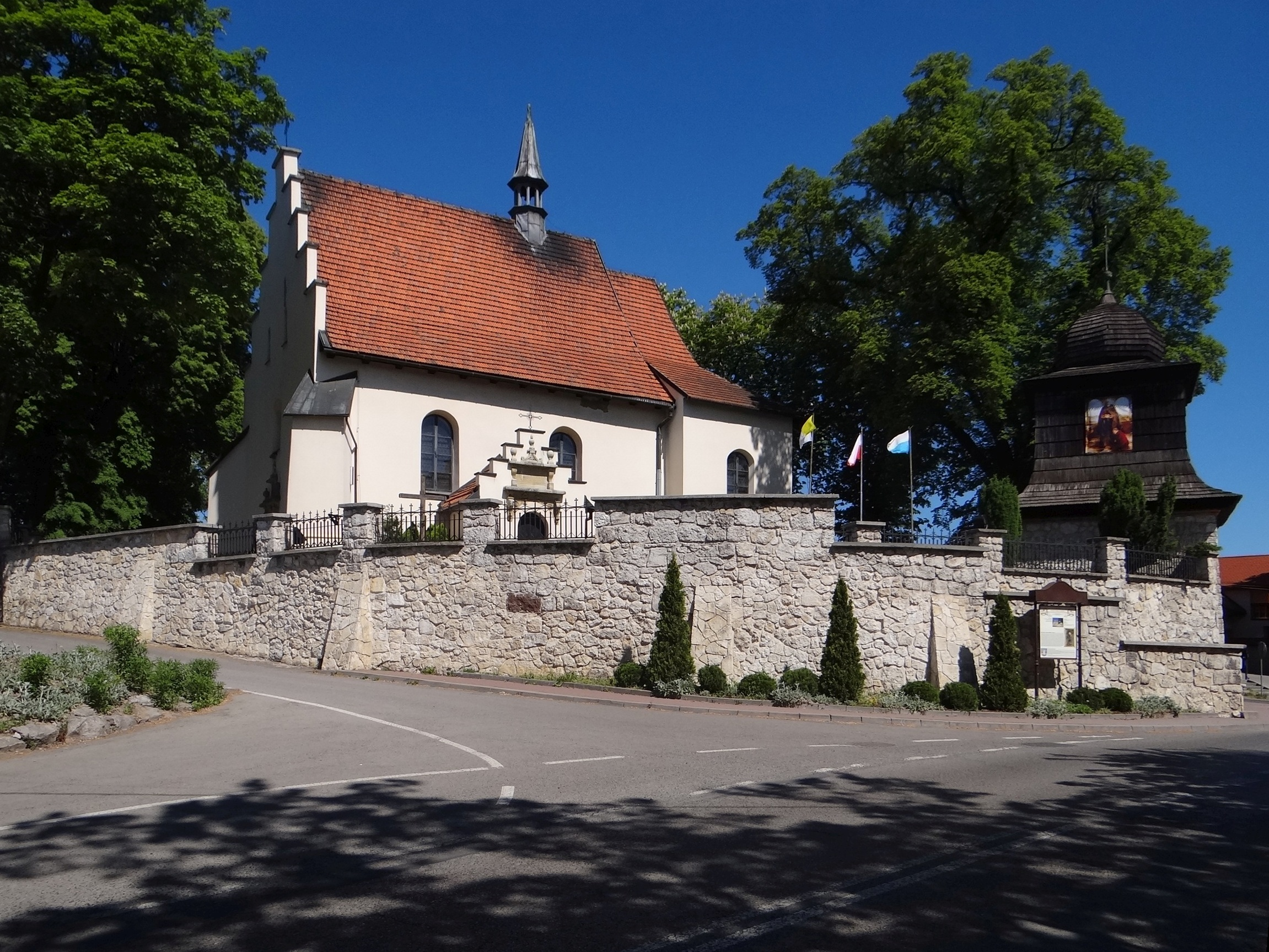
Kirche, 1601–1604 errichtet

Es gibt archäologische Funde von Ansiedlungen aus der Jungsteinzeit, aus dem späten 2. Jahrhundert v. Chr., dem 4., sowie 11. Jahrhundert (ein Gräberfeld). Nach Jan Długosz wurde die Kirche in Geboltow 1082 von Władysław I. Herman gestiftet. 1306 bis 1308 wurden Parteigänger des Bischofs Johann Muskata in einem Rechtsstreit mit Ladislaus I. Ellenlang für die Niederbrennung der Kirche angeklagt. Der Name ist besitzanzeigend abgeleitet vom Personennamen *Giebołt/Giebełt/Giebałt (≤ deutsch Gabold, Gebelt). Im Jahr 1319 war der Priester in Gebeltow ein gewisser Hanus, der dort mit seiner Schwester Osanna lebte, in den Jahren 1325 bis 1327 war an dieser Stelle ein Florian anwesend, später in den Jahren 1330 bis 1337 Piotr de Gyebolthow, 1398 Szczepan, 1426 Michał, 1463/1464 Ulryk aus Bronowice. 1397 wurden die Dorfbewohner Stanisław Kopytnik, Wojciech, Jaszko, Stanik, Dominik, Maciej alias Gordin erwähnt. 1450 wurde das Dorf vom polnischen ins deutsche Recht übertragen.
Bei der dritten Teilung Polens wurde Giebułtów 1795 Teil des habsburgischen Kaiserreichs. In den Jahren 1815–1846 gehörte das Dorf zur Republik Krakau, 1846 wurde es als Teil des Großherzogtums Krakau wieder in die Länder des Kaisertums Österreich annektiert. Ab dem Jahr 1855 gehörte Giebułtów zum Bezirk Krakau. Das Dorf grenzte damals an Kongresspolen im Norden (Szyce im Westen, Korzkiew im Norden sowie Przybysławice im Nordosten).
1918, nach dem Ende des Ersten Weltkriegs und dem Zusammenbruch der k.u.k. Monarchie, wurde Giebułtów Teil Polens. Unterbrochen wurde dies durch die Besetzung Polens durch die Wehrmacht im Zweiten Weltkrieg, als es zum Distrikt Krakau im Generalgouvernement gehörte.
Das ehemalige Dorf Wikmanowice (nach dem deutschen Personennamen Wigman bzw. Igman), später Trojadyn, wurde an das Dorf angeschlossen.
Von 1945 bis 1998 gehörte Giebułtów zur Woiwodschaft Krakau.